# Indraéro Aéro 101
Die Aéro 101 war ein Doppeldecker-Trainingsflugzeug mit Doppelsteuer des französischen Herstellers Indraéro mit Erstflug 1953. 

## Geschichte
Das Flugzeug war für den nationalen Service de l'Aviation Légère et Sportive (S.A.L.S.) gebaut worden, der den Auftrag hatte, Aeroclubs mit Flugzeugen und Instruktoren auszurüsten. Das Flugzeug hatte einen Boxermotor vom Typ Minié 4 DC-32 mit 75 PS. Entwickelt worden war das maximal 170 km/h schnelle Flugzeug von Chapeau & Blanchet.
Das Flugzeug war eine Weiterentwicklung des Prototyps Aéro 110, der am 1. Mai 1950 erstmals geflogen war. Dieser Vorgänger hatte einen 45-PS-Sternmotor Salmson 9ADB sowie nur einen Sporn anstelle eines Heckrades und auch keine Radbremsen. Zudem war der Hinterrumpf bei der 110 eine stoffbespannte Stahlrohrkonstruktion, während die 101 in Holzbauweise ausgeführt war. Die Flügel des Doppeldeckers hatten beide dieselbe Spannweite und die Spannweite blieb bei beiden Typen gleich.

## Technische Daten
| Kenngröße                 | Typ 101                          | Typ 110                         |
| ------------------------- | -------------------------------- | ------------------------------- |
| Besatzung                 | 2                                | 2                               |
| Länge                     | 5,58 m                           | 5,58 m                          |
| Spannweite                | 7,59 m                           | 7,59 m                          |
| Leermasse                 |                                  | 270 kg                          |
| max. Startmasse           |                                  | 453 kg                          |
| Antrieb                   | ein Minié 4 DC-32, 75 PS (55 kW) | ein Salmson 9ADB, 45 PS (33 kW) |
| Höchstgeschwindigkeit     | 173 km/h                         | 130 km/h                        |
| Reisegeschwindigkeit      | 150 km/h                         | 114 km/h                        |
| Startsteiggeschwindigkeit | 192 m/min                        |                                 |